# 대구 월배 아이파크
대구 월배 아이파크(영어: Daegu Wolbae I'PARK)는 대한민국 대구광역시 달서구 유천동에 위치한 아파트 단지이다. 총세대수 2,134대, 총동수 19, 주차대수 세대당 1.26대가 있다. 2차와 1차가 있으며 둘의 간격이 한 100m미터 정도 된다
색상이 재미있고 아파트에 옷을 입혀놓은 느낌이다. 세계적 건축사인 ‘UN studio’의 아이디어에서 시작됐다. 디자이너 반베르켈은 대구가 패션의 도시임에도 불구하고 회색빛의 건물들로만 구성되어 있기에 색다르면서도 활기찬 컬러풀 대구를 표현하기 위해 국내 섬유산업의 중심이자 한국의 밀라노를 꿈꾸는 대구의 특징을 아파트 외벽에 담은 것이다. 네덜란드 국적의 건축사 답게 북유럽 스타일 그대로 가급적이면 직선을 쓰지 않고 곡선으로 마감하고 반짝거리는 마감재 대신 수성 페인트 느낌을 강조했다. 많은 외신에도 소개 되어 호평 받았고 국내에서는 파격적인 색감으로 화제를 불러모았다. 난방방식 지역난방, 난방연료 열병합, 용적률 279.92%, 건폐율 17.46%, 내진설계 적용대상 건축물이다.
아파트 단지 내에 피트니스룸, 수영장, GX룸, 골프연습장, 북카페, 독서실,경로당 및 어린이집, 유치원, 초등학교 등을 갖추고 있다.